# خراسان الرضوية (محافظة)
محافظة خراسان الرضوية هي واحدة من محافظات إيران الإحدی والثلاثين، تقع شمال شرق إيران، وعاصمتها ومَركزُها مدینة مشهد (مدینة طوس القدیمة). خراسان الرضوية هي إحدى المحافظات الثلاث التي تم إنشاؤها بعد تقسيم محافظة خراسان في عام 2004. في عام 2014 تم وضعه في المنطقة 5، مع مشهد كموقع لأمانة المنطقة. مرکز ثقافي والأدبی لخراسان الرضوی مدینة نيسابور ایضا خبراء یعتقدون أن ثقافة ومدنیة ایران نشأت من خراسان الکبیر.
وتعتبر مدينة نيسابور مركز ثقافي وأدبي لخراسان. ويعتقد الخُبراء أن ثقافة إيران نشأت من خراسان. كما يوجد في مدينة مشهد مرقد الإمام علي الرضا الإمام الثامن عند الشيعة.
تتكون محافظة خراسان رضوي من 32 مقاطعة و 77 ناحية و 80 مدينة.

## التاريخ
شهدت خراسان الكبرى صُعود وسقوط العديد من السلالات والحكومات في أراضيها عبر التاريخ، مُنهم العرب والأكراد والأتراك والتركمان والمغول غيروا على مّر التاريخ المنطقة مرات عِدة.
قسم الجُغرافيون القدماء إيران إلى ثمانية أجزاء، كان أكبرها وأكثرها إزدهاراً إقليم خراسان الكبرى. مدينة إسفرايين كانت تنفرد من بين مدن المحافظة أنها كانت نقطة إتصال لقبائل الآريان بعد دخولهم إيران.
وأقامت الإمبراطورية البارثية بالقرب من مدينة مرو في خراسان لسنوات عديدة. كما خَضعت لحُكم سلالة الساسانيون.
أثناء الفتح الإسلامي لفارس سنة 651 تم تقسيم خراسان لأربعة أجزاء هي: نيسابور، مرو، هراة، بلخ. وبقيت الأراضي تحت تصرف الدولة العباسية حتى سنة 820، تَبِيعها حُكم الطاهريون حتى سنة 896، ثم سلالة السامانيون سنة 900 ميلادي.
غزى محمود الغزنوي خراسان سنة 994، ثم السلطان طغرل بك سنة 1037، وهو أول حُكام الدولة السلجوقية والذي غزا نيسابور. ثم تم القضاء على الدولة السلجوقية في خراسان بهزيمة أحمد سنجر من الأتراك. وفي سنة 1157 غزى الخوارزميون خراسان، وبسبب هجمات مُتزامنة من المغول تم ضّم خراسان إلى دولة إيلخانية المغولية.
في القرن الرابع عشر الميلادي تم رفع علم الاستقلال من حركة سربداريون في سبزوار. وفي سنة 1468 وقعت خراسان في يد تيمورلنك، وتم انتخاب هراة عاصمة لها. حتى سنة 1507 احتلت خراسان من قبائل الأوزبك بعد وفاة الملك التركي نادر شاه. وفي سنة 1747 إحتُلت من الدولة الدرانية التي مركزها قندهار.
في فترة القاجاريون دعمت بريطانيا الأفغان لحماية مصالحها في شركة الهند الشرقية؛ وبذلك تم فصل هراة عن بلاد فارس، وكان ناصر الدين القاجاري غير قادر على هزيمة بريطانيا لإستعادة هرات. أخيراً أوبرمت معاهدة باريس عام 1903 واضطرت إيران عن التخلي عن هراة ومناطق أخرى إلى أفغانستان.
في 29 سبتمبر 2004 تم تقسيم خراسان إلى ثلاث محافظات خراسان الجنوبية وخراسان الشمالية وخراسان الرضوية.

## الجغرافيا
تبلغ مساحة محافظة خراسان الرضوية 117.769 كيلومتر مربع ، وهي تغطي 7٪ من إجمالي مساحة إيران. 49.2٪ من المحافظة جبلية و 50.8٪ سهل. تضم هذه المحافظة 4 مناطق مستجمعات المياه في أتراك وقرغوم والصحراء الوسطى وشرق إيران.

## مدنها الکبیرة
- مشهد مرکز خراسان منذ سنة 1925 وقبلها کانت مدینة نيسابور
- نيسابور العاصمة التاریخیة ومرکزها الثقافي لشرق إیران
- سبزوار وتستقبل زوار الإمام علي الرضا
- تربت حيدرية والتي يعتقد سُکانها أن علي بن أبي طالب مدفون فیها
- كاشمر أي مولد علي رضا فغاني
- تربت جام أي مولد عبد الرحمن الجامي
- تايباد
- بردسكن والتي تعرف بأنها مدينة ثمار الجنة
- سرخس (إيران) وفيها مركز حدودي بين إيران وتركمانستان
- قدمغاه والتي فیها أثر قدم علي بن موسي الرضا عندالشیعة
- غناباد

## التركيبة السكانية
المجموعة العرقية الرئيسية في هذه المنطقة هي الفرس، وهناك مجتمعات صغيرة أخرى مثل البشتون، الأكراد، الخراسانيون الأتراك والتركمان. تستضيف المقاطعة أيضًا مجتمعًا من اللاجئين الأفغان القادمين من أفغانستان في السنوات الأخيرة.

## المواقع الأثرية

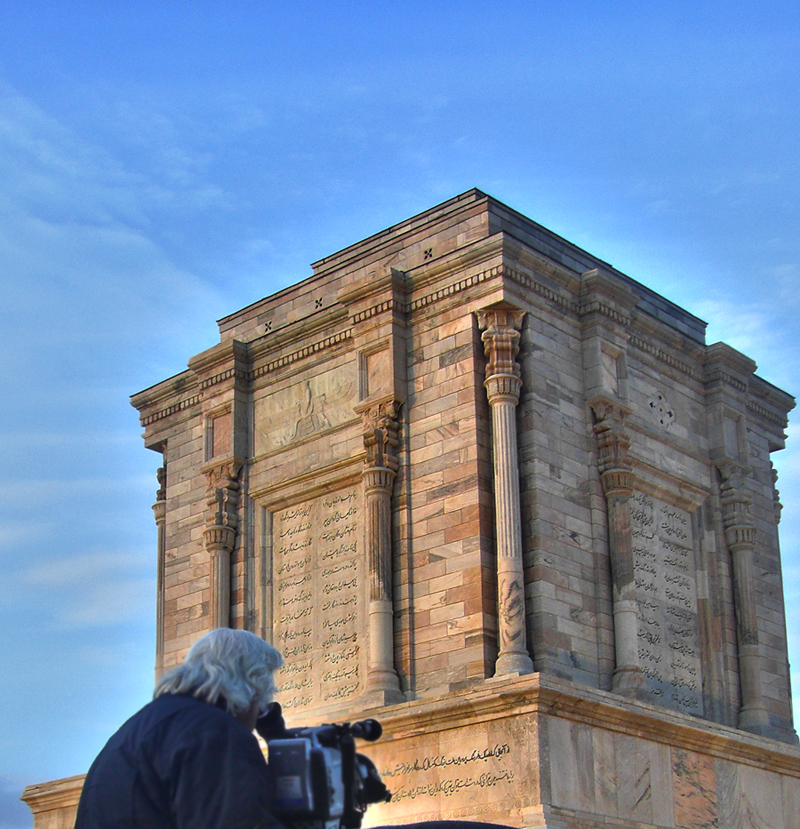
ضريح الفردوسي

من بين المواقع الأثرية المكتشفة في هذه المحافظة:

### تلال كوهندج
اكتشفت الحفريات التي أجراها فريق أمريكي بين عامي 1935 و 1940 في نيسابور أشياء تستحق المتحف. توثق قطعات متحف للفنون، سيراميك نيسابور الخاص به من تلك الحفريات. لمدة نصف قرن بعد عام 1945، تعرض موقع نيسابور للنهب لتغذية طلب السوق الدولي على الأعمال الفنية الإسلامية المبكرة. في الوقت الحاضر، تكشف تلال كوهندج عن بقايا تلك الحفريات.

### شادياخ
كان قصر شادياخ قصرًا مهمًا في نيسابور القديمة حتى القرن السابع، وأصبح أكثر أهمية بعد ذلك. تم تدمير القصر بالكامل في القرن الثالث عشر. كانت موطنًا لأعيان مثل فريدالدين عطار الذي عثر على ضريحه في شادياخ.